# Хификепуње Похамба
Хификепуње Лукас Похамба (енгл. Hifikepunye Lucas Pohamba; Окангути, 18. август 1935) био је други председник Републике Намибија.
Хификепуње Похамба је намибијски политичар из СВАПО партије, владајуће странке која је победила на изборима у новембру 2004. године са подршком 75,1% грађана Намибије. Подржао га је тадашњи председник, Сем Нујома, који је био на том положају 15 година. Похамба је постао председник 21. марта 2005. до 21. марта 2015, а себе је описивао као пажљивог, али одлучног у борби против корупције. Пре него што је постао председник био је намибијски министар за земљу (енгл. the Lands Minister).